# Hrușeve, Lebedîn
Hrușeve (în ucraineană Грушеве) este un sat în comuna Cervlene din raionul Lebedîn, regiunea Sumî, Ucraina.

## Demografie
Componența lingvistică a localității Hrușeve
     Ucraineană (100%)
Conform recensământului din 2001, toată populația localității Hrușeve era vorbitoare de ucraineană (100%).